# Triangle cévien

Le triangle PAPBPC (en rouge) est le triangle cévien de P pour le triangle ABC.

En géométrie, dans un triangle, le triangle cévien ou triangle pédal, d'un point est le triangle formé par les intersections des céviennes passant par ce point et les côtés du triangle de référence.

## Définition
Dans un triangle ABC, on considère un point P, non situé sur les côtés du triangle. Les droites (PA) et (BC) se croisent en PA, les droites (PB) et (AC) se croisent en PB, et les droites (PC) et (AB) se croisent en PC. Alors le triangle PAPBPC est appelé triangle cévien de P pour le triangle ABC. Le cercle circonscrit au triangle cévien de P est le cercle cévien.
Il ne doit pas être confondu avec le triangle podaire qui est le triangle formé par les projections orthogonales du point P sur les côtés, lequel est désigné en anglais par "pedal triangle".

## Exemples
- le triangle cévien de l'orthocentre est le triangle orthique
- le triangle cévien du centre de gravité est le triangle médian
- le triangle cévien du point de Gergonne est le triangle de contact (points où le cercle inscrit touche les côtés du triangle)

## Propriétés
- Les points PA,PB,PC, vérifient la relation de Ceva : {\displaystyle {\frac {\overline {P_{A}B}}{\overline {P_{A}C}}}{\frac {\overline {P_{B}C}}{\overline {P_{B}A}}}{\frac {\overline {P_{C}A}}{\overline {P_{C}B}}}=-1}.
- Le point P a pour coordonnées barycentriques dans {\displaystyle (A,B,C)} : {\displaystyle \left(-{\frac {\overline {P_{B}C}}{\overline {P_{B}A}}}:-{\frac {\overline {P_{A}C}}{\overline {P_{A}B}}}:1\right)}.
- Un triangle et le triangle cévien du point P pour ce triangle sont en homologie par rapport à P. Par le théorème de Desargues, il existe également une droite (l'axe de l'homologie) par rapport à laquelle les deux triangles sont en homologie ; par exemple, dans le cas où P est à l'orthocentre, il s'agit de l'axe orthique[3].

- L'aire du triangle cévien du point P de coordonnées trilinéaires (α : β : γ) est donnée par :

{\displaystyle {\mathcal {A}}_{cevian}={\frac {2abc|\alpha \beta \gamma |}{\left|(\alpha a+\beta b)(\beta b+\gamma c)(\gamma c+\alpha a)\right|}}{\mathcal {A}}_{ABC}}
- Les symétriques des sommets d'un triangle cévien par rapport aux milieux des côtés forment un autre triangle cévien : si on trace PA', le symétrique de PA par rapport au milieu de BC, et qu'on construit de même PB' et PC', alors il existe un point P' tel que PA'PB'PC' soit le triangle cévien de P' pour le triangle ABC[4].

Le point P' est alors appelé conjugué isotomique de P.
- Le cercle cévien d'un point P intersecte AB en PC et PC", BC en PA et PA", et AC en PB et PB". Alors il existe P" tel que PA"PB"PB" soit le triangle cévien de P" pour le triangle ABC[4].

Le point P" est alors appelé conjugué cyclocévien de P.

Les symétriques des sommets d'un triangle cévien dans un triangle par rapport aux milieux des côtés forment un autre triangle cévien (en bleu).
Le cercle circonscrit d'un triangle cévien à un triangle forme un autre triangle cévien dans le même triangle (en vert).